# Acid etacrynic
Etacrynic acid (INN) hoặc ethacrynic acid (USAN), tên thương mại Edecrin, là thuốc lợi tiểu quai được sử dụng để điều trị tăng huyết áp và sưng do các bệnh như suy tim sung huyết, suy gan và suy thận.
Không giống như các thuốc lợi tiểu quai khác, axit etacrynic không phải là sulfonamid  và do đó, việc sử dụng nó không bị chống chỉ định ở những người bị dị ứng sulfa.
Axit ethacrynic là một dẫn xuất axit phenoxyacetic có chứa một nhóm ketone và một nhóm methylene. Một chất bổ sung cystein được hình thành với nhóm methylene và đây là dạng hoạt động. 

## Sử dụng y tế
Axit ethacrynic là thuốc lợi tiểu được sử dụng để điều trị phù nề khi cần một tác nhân mạnh hơn. Nó có sẵn dưới dạng thuốc viên hoặc dạng tiêm. Thuốc được sử dụng để điều trị phù nề liên quan đến suy tim sung huyết, xơ gan và bệnh thận, tích tụ chất lỏng trong bụng liên quan đến ung thư hoặc phù, và quản lý trẻ nhập viện với bệnh tim bẩm sinh hoặc hội chứng thận hư. Dạng tiêm được sử dụng để nhanh chóng loại bỏ nước khỏi cơ thể khi cần thiết - ví dụ như trong phù phổi cấp - hoặc khi một người không thể dùng thuốc ở dạng thuốc viên.

## Tác dụng phụ
Là một chất lợi tiểu, axit ethacrynic có thể gây ra đi tiểu thường xuyên, nhưng điều này thường tự khỏi sau khi dùng thuốc trong một vài tuần.
Axit ethacrynic cũng có thể gây ra mức kali thấp, có thể biểu hiện là chuột rút hoặc yếu cơ. Nó cũng đã được biết là gây mất thính lực đảo ngược hoặc vĩnh viễn (nhiễm độc tai)  và tổn thương gan  khi dùng với liều lượng cực cao. Khi uống, nó tạo ra tiêu chảy; chảy máu đường ruột có thể xảy ra ở liều cao hơn.

## Cơ chế hoạt động
Axit ethacrynic hoạt động bằng cách ức chế NKCC2 trong nhánh lên của quai Henle và macula densa. Mất các ion kali ít được đánh dấu nhưng khả năng nhiễm kiềm hypochloremia là lớn hơn. Đường cong phản ứng liều của axit ethacrynic dốc hơn so với furosemide và nói chung, nó ít được quản lý hơn; phạm vi liều là 50–150 mg.
Axit ethacrynic và chất phụ gia glutathione của nó là chất ức chế mạnh các thành viên họ glutathione S -transferase, là các enzyme liên quan đến chuyển hóa xenobiotic. Họ enzyme này gần đây đã được chứng minh là có tỷ lệ biến đổi gen cao.